# ATC code M03
ATC code M03 شل‌کننده‌های عضلانی زیرگروهی درمانی از سیستم طبقه‌بندی شیمیایی درمانی آناتومیک است. این سیستمِ متشکل از کدهای حرفی‌عددی را سازمان جهانی بهداشت برای طبقه‌بندی داروها و سایر تولیدات پزشکی ایجاد کرده است. زیرگروه M03 جزوی از گروه آناتومیک M سیستم اسکلتی-عضلانی است.

کدهای مورد استفاده در دامپزشکی (کدهای ATCvet) را می‌توان با گذاشتن حرف Q جلو کدهای انسانی ATC ایجاد کرد: مثلاً QM03. کدهای ATCvet که فاقد کدهای انسانی متناظر ATC هستند، در فهرست ذیل با حرف آغازین Q ذکر شده‌اند.
ممکن است نسخه‌های ملی از طبقه‌بندی ATC حاوی کدهای اضافه‌ای باشند که در این فهرست (نسخهٔ سازمان جهانی بهداشت) نیامده باشند.

## M03Aشل‌کننده‌های عضلانی, peripherally acting agents

### M03AACurarealkaloids
M03AA01 Alcuronium
M03AA02 Tubocurarine
M03AA04 Dimethyltubocurarine

### M03AB مشتقاتکولین
M03AB01 سوکسینیل کولین

### M03AC سایرکاتیون‌های آمونیوم نوع چهارم
M03AC01 پانکورونیوم
M03AC02 Gallamine
M03AC03 Vecuronium
M03AC04 آتراکوریوم
M03AC05 Hexafluronium
M03AC06 Pipecuronium bromide
M03AC07 Doxacurium chloride
M03AC08 Fazadinium bromide
M03AC09 Rocuronium bromide
M03AC10 Mivacurium chloride
M03AC11 سیس آتراکوریوم

### M03AX Other muscle relaxants, peripherally acting agents
M03AX01 سم بوتولینوم

## M03B Muscle relaxants, centrally acting agents

### M03BAکربامیک اسیدesters
M03BA01 Phenprobamate
M03BA02 Carisoprodol
M03BA03 متوکاربامول
M03BA04 Styramate
M03BA05 Febarbamate
M03BA51 Phenprobamate, combinations excluding psycholeptics
M03BA52 Carisoprodol, combinations excluding psycholeptics
M03BA53 Methocarbamol, combinations excluding psycholeptics
M03BA71 Phenprobamate, combinations with psycholeptics
M03BA72 Carisoprodol, combinations with psycholeptics
M03BA73 Methocarbamol, combinations with psycholeptics
QM03BA99 Combinations

### M03BBOxazol,تیازین, andتری‌آزینderivatives
M03BB02 Chlormezanone
M03BB03 کلرزوکسازون
M03BB52 Chlormezanone, combinations excluding psycholeptics
M03BB53 Chlorzoxazone, combinations excluding psycholeptics
M03BB72 Chlormezanone, combinations with psycholeptics
M03BB73 Chlorzoxazone, combinations with psycholeptics

### M03BCاترs, chemically close toآنتی‌هیستامینs
M03BC01 Orphenadrine (citrate)
M03BC51 Orphenadrine, combinations

### M03BX Other centrally acting agents
M03BX01 باکلوفن
M03BX02 Tizanidine
M03BX03 Pridinol
M03BX04 Tolperisone
M03BX05 Thiocolchicoside
M03BX06 Mephenesin
M03BX07 Tetrazepam
M03BX08 سیکلوبنزاپرین
M03BX09 Eperisone
M03BX30 Phenyramidol
M03BX55 Thiocolchicoside, combinations
QM03BX90 گایافنزین

## M03C Muscle relaxants, directly acting agents

### M03CAدانترولین سدیمand derivatives
M03CA01 دانترولین سدیم